# 船堀橋出入口
船堀橋出入口（ふなぼりばしでいりぐち）は東京都江戸川区にある首都高速道路中央環状線のインターチェンジである。葛西JCT方面の出入口のみ設置されているハーフインターチェンジである。
船堀橋の橋梁の途中に設けられている。ETCが導入される以前には自動精算機が設置されていた。

## 連絡する一般道路
- 新大橋通り（東京都道・千葉県道50号東京市川線）

## 周辺
- 船堀駅
- 東大島駅
- 荒川
- 江戸川競艇場
- 大島小松川公園

## 隣
首都高速中央環状線
小松川JCT/(C45)中環小松川入口/小松川出口 - (C46)船堀橋出入口 - (C47)清新町出入口